# Kenny Rankin
Kenny Joseph Rankin (ur. 10 lutego 1940 w Nowym Jorku, zm. 7 czerwca 2009 w Los Angeles) – amerykański piosenkarz, kompozytor i autor tekstów.

## Życiorys
Popularność zdobył charakterystycznym, tenorowym głosem i wykonywanymi kompozycjami (własnymi oraz coverami) z gatunków jazz, pop i folk. Jako nastolatek podpisał kontrakt z wytwórnią Decca Records, a następnie, po niedługim czasie, rozpoczął współpracę z Columbia Records, m.in. grając na gitarze na płycie Boba Dylana Bringing It All Back Home (1965). W 1967 r. wydał debiutancki album, Mind-Dusters, na którym zamieścił własne kompozycje oraz cover Dylana, Mr. Tambourine Man. Z tej płyty pochodził pierwszy przebój Rankina, Peaceful, który w 1973 r. w wykonaniu Helen Reddy osiągnął 12. miejsce na amerykańskiej liście przebojów. Do innych przebojów artysty należały In the Name of Love oraz Haven’t We Met, które powstały pod wpływem twórczości Franka Sinatry, João Gilberto i muzyki afro-kubańskiej, przy której dorastał.
Jako wykonawca znany był ze swojej szczerej emocjonalności, którą zaprezentował zwłaszcza w coverze utworu Blackbird zespołu The Beatles. To wykonanie tak bardzo spodobało się Paulowi McCartneyowi, że zaprosił Rankina do występu podczas gali, na której McCartney oraz John Lennon zostali członkami Songwriters Hall of Fame.
Kenny Rankin wystąpił ponad 20 razy w popularnym amerykańskim talk-show The Tonight Show. Wydał kilkanaście albumów, z których uwagę zwraca The Kenny Rankin Album (1976), nagrany na żywo w towarzystwie 60-osobowej orkiestry. Zmarł podczas pracy nad kolejnym albumem, z powodu powikłań związanych z rakiem płuca, wykrytego zaledwie 3 tygodnie wcześniej.

## Dyskografia
- Mind-Dusters (Mercury, 1967)
- Family (Mercury, 1969)
- Like a Seed (Little David, 1972)
- Silver Morning (Little David, 1974)
- Inside (Little David, 1975)
- The Kenny Rankin Album (Little David, 1977)
- After the Roses (Atlantic, 1980)
- Hiding in Myself (Cypress, 1988)
- Because of You (Chesky, 1991)
- Professional Dreamer (Private Music, 1995)
- Here in My Heart (Private Music, 1997)
- The Bottom Line Encore Collection (The Bottom Line, 1999)
- A Christmas Album (Rankin Music, 1999)
- Haven't We Met? (Image Entertainment, 2001)
- A Song for You (Verve, 2002)